# Салихи, Хамди
Хамди Салихи (алб. Hamdi Salihi; род. 19 января 1984[…], Шкодер) — албанский футболист, нападающий, выступал за национальную сборную Албании.
Тренер Отто Барич дал Салихи прозвище «бомбардир», сравнивая с немецким форвардом Гердом Мюллером.
Чемпион Албании, двукратный обладатель кубка и Суперкубка Албании.

## Клубная карьера

### Ранняя карьера
Родился 19 января 1984 года в городе Шкодер. Воспитанник футбольной школы шкодерского клуба «Влазния». Профессиональную футбольную карьеру начал в 2002 году в составе того же клуба, в котором провёл три сезона, приняв участие в 55 матчах чемпионата.
В 2005 году отправился в Грецию, однако, проведя всего шесть игр за местный «Паниониос», в том же году вернулся на родину, став игроком «Тираны». Сразу стал лидером атак столичной команды и в первом же сезоне, проведённом в её составе, завоевал титул лучшего бомбардира албанского первенства, отметившись 29 голами в 35 играх. В рейтинге лучших бомбардиров высших дивизионов мира IFFHS он занял восьмое место. Завоевал с «Тираной» кубок Албании, становился чемпионом страны и двукратным обладателем Суперкубка Албании.

### Австрия

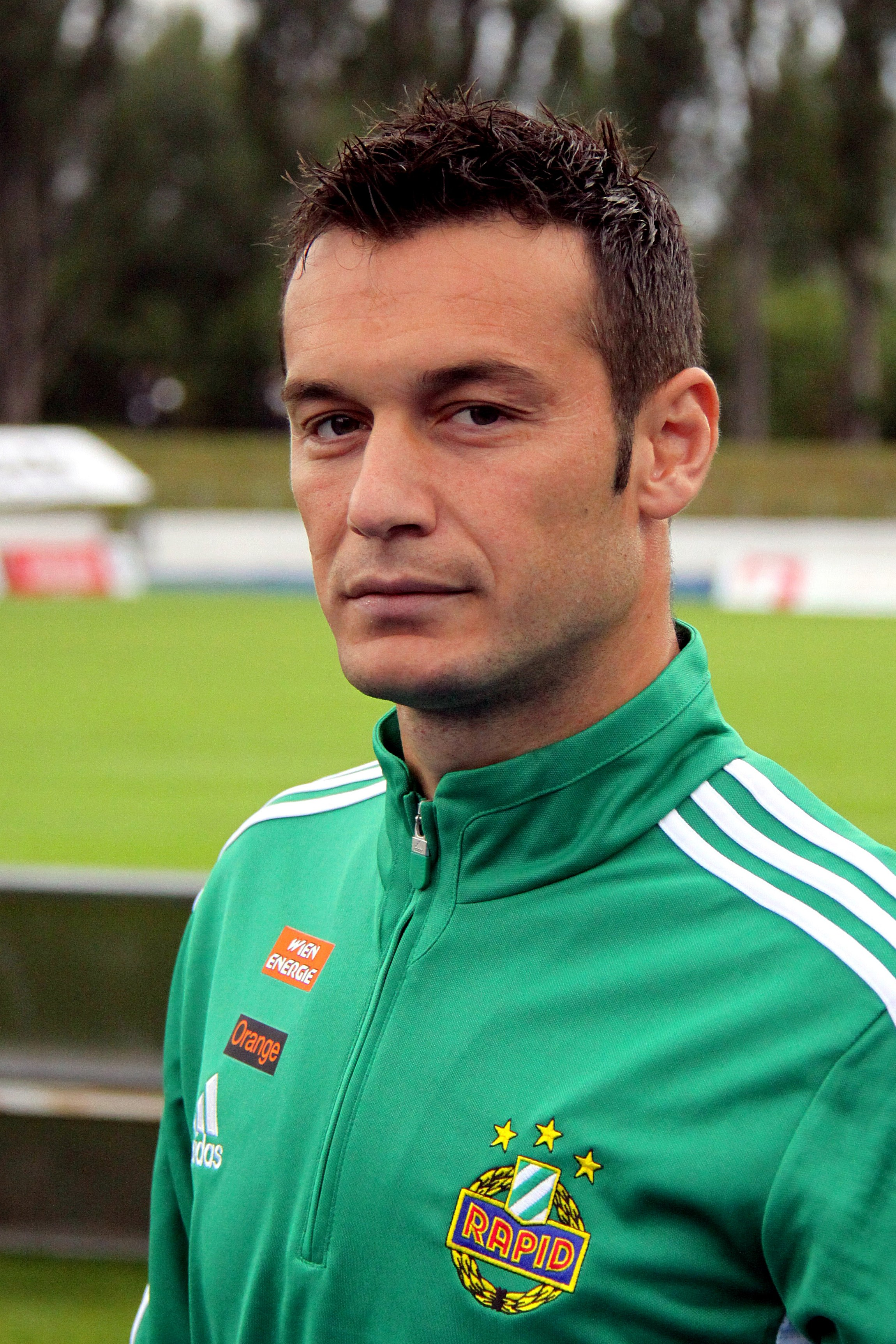
Салихи в составе «Рапида» (23 июля 2011)

В начале 2007 года результативного албанского форварда пригласил в свои ряды австрийский «Рид», в котором Салихи в течение следующих трёх лет был одним из самых результативных игроков. Своей игрой за эту команду привлёк внимание представителей тренерского штаба клуба «Рапид Вена», к которому присоединился в январе 2010 года. Играл за венскую команду следующие два сезона своей игровой карьеры. Большую часть времени, проведённого в составе венского «Рапида», был основным игроком атакующего звена команды. В составе венского «Рапида» также был одним из главных бомбардиров команды, имея среднюю результативность на уровне одного гола за две игры первенства.

### США, Китай и Израиль
2 февраля 2012 года перебрался за океан, став назначенным игроком команды «Ди Си Юнайтед» из MLS. После одного года в США 3 февраля 2013 года перебрался в Китай, где также в течение одного года играл за «Цзянсу Сайнти». Команде нужна была замена травмированному Кристиану Дэнэлаче. 26 февраля он забил свой первый гол за клуб в ворота чемпиона Южной Кореи «Сеула» в рамках Лиги чемпионов АФК, его команда разгромила соперника со счётом 5:1. С начала 2014 и до лета 2015 года играл в Израиле, сменив за это время две команды: «Хапоэль Акко» и «Хапоэль Хайфа». В последнем клубе был одним из самых высокооплачиваемых футболистов в лиге с гонораром в 20 тыс. долларов за месяц.

### «Скендербеу»

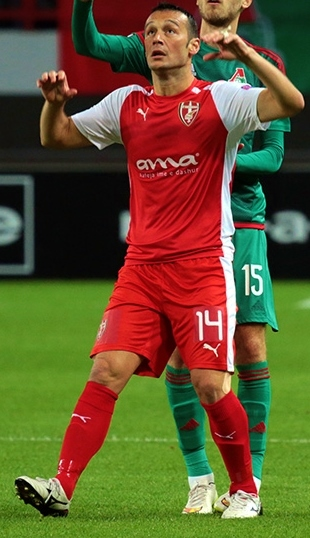
Салихи в матче Лиги Европы против московского «Локомотива»

Летом 2015 года вернулся на родину, став игроком «Скендербеу», который искал кадрового усиления для выступлений в еврокубках. В новом клубе Салихи взял себе 14-й номер. Тренер команды Мирел Йоса сказал, что был рад подписанию игрока, добавив, что «Салихи будет много значить, если он останется до конца сезона. Я более чем счастлив за этот трансфер». 14 июля 2015 года он дебютировал за клуб в матче второго раунда квалификации Лиги чемпионов против «Крусейдерс», в той игре Салихи оформил дубль, а его команда выиграла со счётом 4:1. В том сезоне Салихи забил 35 голов в 42 матчах во всех соревнованиях, улучшив личный рекорд и став лучшим бомбардиром чемпионата.
В следующем сезоне «Скендербеу» не мог участвовать в еврокубках из-за дисквалификации в связи с договорными матчами. Помимо этого, команда Салихи проиграла матч за Суперкубок «Кукеси» со счётом 3:1. В декабре 2016 года Салихи получил награду Футболист года в Албании. 20 мая 2017 года, в решающем матче с «Кукеси» за чемпионство, Салихи вместе с другими товарищами по команде стал участником массовой драки с рефери. Причиной стал неназначенный пенальти. Сам Салихи оскорблял судью и порвал красную карточку. Матч был проигран со счётом 2:0, и «Скендербеу» впервые за шесть лет не стал чемпионом. Салихи, в свою очередь, получил десятиматчевую дисквалификацию. 30 июня 2017 года футболист покинул клуб.

### Возвращение в Австрию
В тот же день Салихи подписал контракт с австрийским «Винер-Нойштадт» за неназванную сумму. Дебютировал 21 июля, сыграв 70 минут в матче против «Рида», его команда выиграла с минимальным счётом.
Салихи был назначен капитаном клуба перед сезоном 2018/19. 28 марта 2019 года Салихи объявил, что игра чемпионата против «Ваккер Инсбрук» через два дня станет последней в его карьере, добавив, что после этого он уйдёт в отставку. Он вышел на поле в основном составе и сыграл 52 минуты, не сумев предотвратить домашнее поражение со счётом 1:2.

## Выступления за сборные
В 2002 году дебютировал в составе юношеской сборной Албании, принял участие в двух играх на юношеском уровне.
В течение 2004—2006 годов привлекался в состав молодёжной сборной Албании. На молодёжном уровне сыграл в 12 официальных матчах, забил один гол.
22 марта 2006 года дебютировал в официальных матчах в составе национальной сборной Албании, выйдя на замену в товарищеской игре против Грузии. 23 августа 2007 года он забил первый гол в матче с Мальтой, соперник был разгромлен со счётом 3:0.
Джанни Де Бьязи регулярно вызывал Салихи на матчи квалификации к чемпионату Европы 2016 года. Однако он сыграл лишь один матч против Армении (победа 2:1). Он не попал в окончательную заявку на Евро, это вынудило его уйти со сборной. В итоге Салихи провёл в форме сборной страны 50 матчей, забив 11 голов.

## Карьера тренера
2 мая 2019 года Салихи был назначен помощником тренера клуба «Винер-Нойштадт», сразу после окончания карьеры игрока. В преддверии сезона 2019/20 он был назначен помощником тренера Эдоардо Реи в национальной сборной Албании.